# 長山遊園地
長山遊園地（ながやまゆうえんち）は、愛知県宝飯郡一宮村上長山（現・豊川市上長山）にかつて存在した遊園地である。豊川鉄道が経営していた。

## 概要
現在のJR飯田線の一部にあたる豊橋駅・大海駅間を運営していた私鉄・豊川鉄道が、集客事業の一環として同鉄道線長山駅近くに建設した遊園地である。1930年（昭和5年）に開設された「つつじ公園」が前身で、それが設備を拡充させられ1932年（昭和7年）頃に「長山遊園地」となった。
遊園地の中心には改築により不要となった豊川駅初代駅舎が移設されて休憩所や食堂・喫茶店・娯楽施設として活用され、園内にはトラックのあるグラウンド、すべり台・ブランコ等の遊具がある広場、鳥・キツネ・タヌキ・イノシシ等を飼う小屋、花壇などが造られた。グラウンドでは運動会や花火大会なども開催された。
閉園は太平洋戦争中で、食糧増産を目的として畑へと開墾され消滅した。戦後になって、遊園地の跡地は住宅地へと転換されている。